# Chrisi

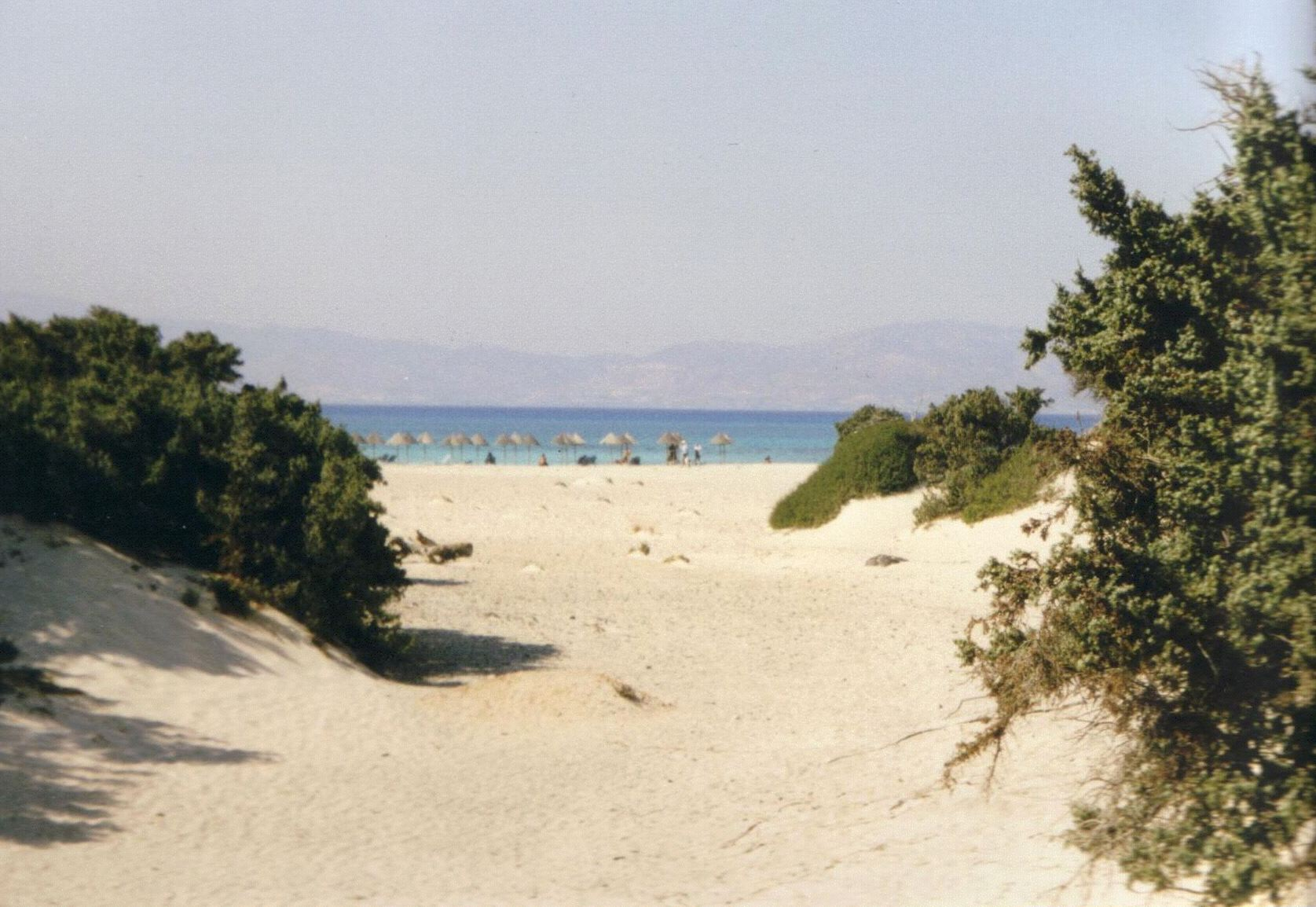
Chrisi, met op de achtergrond Kreta

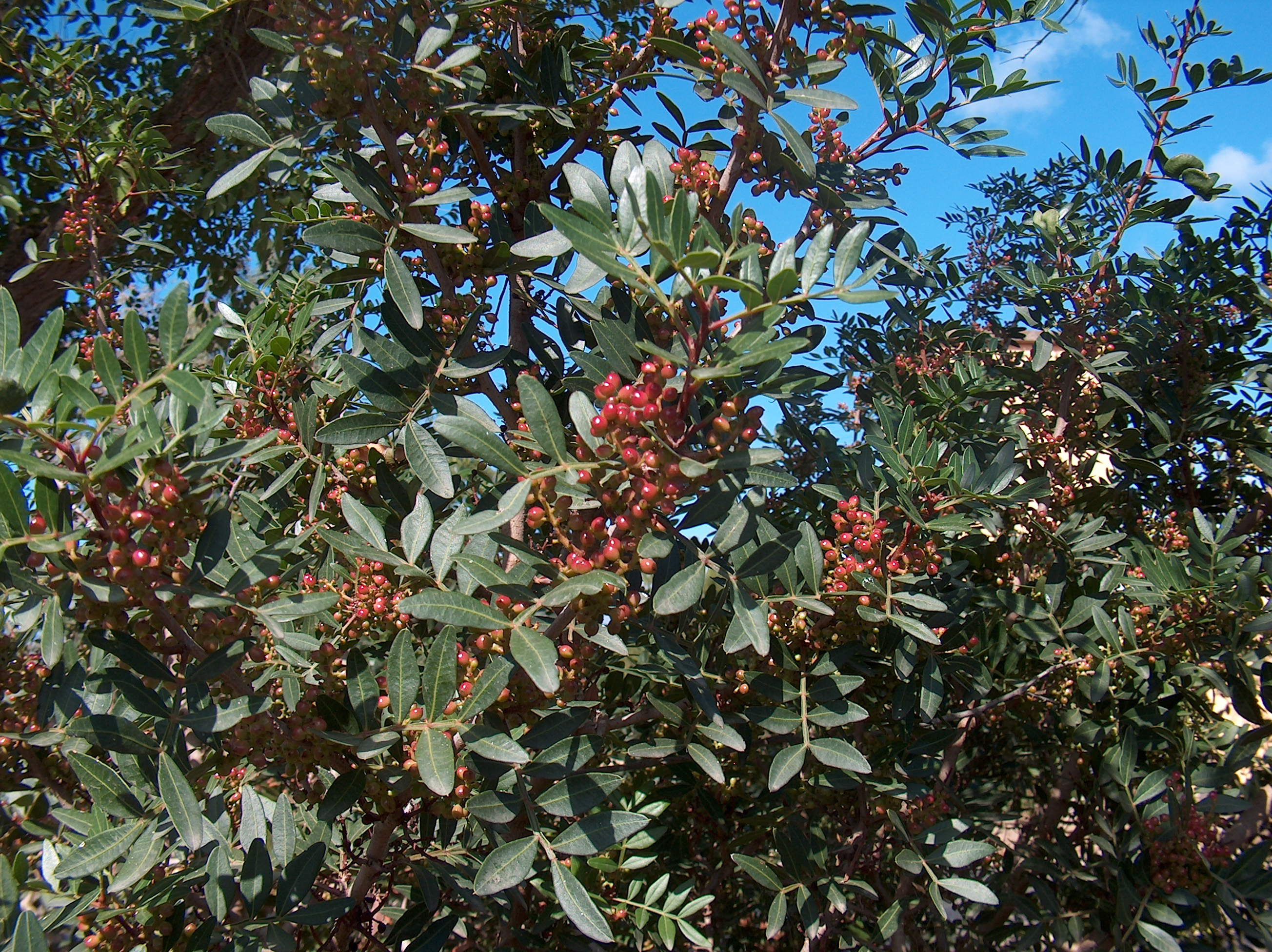
Mastiekboom (Pistacia lentiscus)

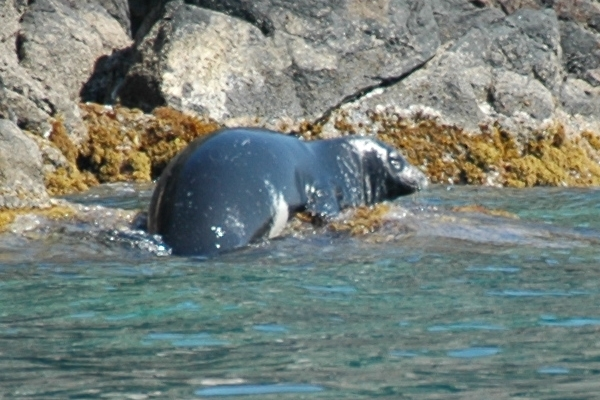
Mediterrane monniksrob (Monachus monachus))

Chrisí (Grieks: Χρυσή, Gouden [eiland]) is een onbewoond eiland in de Libische Zee ten zuiden van het Griekse eiland Kreta. Het wordt lokaal ook wel aangeduid met de naam Gaidouronísi (Γαϊδουρονίσι, Ezeleiland).

## Beschrijving
Chrisí, dat ongeveer 5 km lang, gemiddeld 1 km breed en zo'n 5 km² groot is, ligt 15 km ten zuiden van de stad Ierápetra (Lassithi). De hoogste heuvel van Chrisí is de Kefala (31 m), die op de oostpunt van het eiland ligt, dat vandaar geheel kan worden overzien. Chrisí is tamelijk vlak: de gemiddelde hoogte bedraagt ongeveer 10 meter.
Chrisí bestaat voor een deel uit rotsen van gestolde lava, die miljoenen jaren geleden werd geproduceerd door een onderzeese vulkaan. Het grootste deel van het eiland is echter bedekt met zand, dat op de vlakke stukken van het eiland roodachtig is en geelachtig wit in de gebieden waar zandduinen zijn.
Ongeveer 700 m ten oosten van Chrisí ligt het rotsachtige eilandje Mikronisi, dat 11,7 ha groot is.

## Geschiedenis
In de Minoïsche tijd waren er op Chrisí enkele kleine nederzettingen, wat blijkt uit potscherven die op zowel op de west- als op de oostzijde van het eiland zijn gevonden. Aan de noordwestkust bevindt zich een aan Agios Nikolaos (Sint Nicolaas) gewijde kapel, die mogelijk uit de dertiende eeuw dateert. Iets ten noordoosten daarvan staat, nabij de resten van een nog oudere zoutziederij, het enige huis van het eiland, dat is verrezen op de overblijfselen van een klein gebouw en een kleine haven. Ten zuiden en zuidwesten van de kapel zijn enkele rotsgraven, waarvan het grootste uit de Romeinse tijd stamt. Chrisí is inmiddels al eeuwenlang onbewoond.

## Natuur
Chrisí is het meest zuidelijk gelegen natuurreservaat van Europa. Het wordt beschermd door verschillende nationale wetten en Europese regelingen en er gelden strenge regels wat betreft het gedrag van bezoekers aan het eiland.

#### Flora
De vegetatie op Chrisí is in verhouding tot de grootte van het eiland tamelijk divers. Ze bestaat uit ceders, jeneverbessen, mastiekbomen, heide, geel zonneroosje en allerlei planten die typisch zijn voor zandige kustgebieden. Op de vlakke delen van het eiland vindt men verschillende soorten mossen en korstmossen. Veel op het eiland voorkomende plantensoorten zijn vanwege hun zeldzaamheid beschermd.
Het cederbos op Chrisí, dat uit Libanonceders bestaat, bedekt ongeveer 35 ha van het eiland, met gemiddeld 28 exemplaren per hectare. De bomen zijn gemiddeld 3 tot 7 m lang en ten minste 300 jaar oud. Het wortelsysteem van een ceder bestaat uit zowel grote als zeer fijn vertakte wortels en spreidt zich tot meer dan twee keer de hoogte van de kruin rondom de boom uit. Bovendien vormen de wortels van meerdere ceders samen een complex web en de bomen spelen dan ook een belangrijke rol bij het vasthouden van zand op het eiland.

#### Fauna
Doordat de Libische zee rondom Chrisí tamelijk ondiep is (in een gebied van 30 km² rondom het eiland niet meer dan twintig meter), komt er op en rondom het eiland een grote hoeveelheid en verscheidenheid aan dierlijk leven voor. De meeste soorten zijn van mediterrane oorsprong. Er zijn op Chrisí meer dan 120 verschillende vogelsoorten waargenomen, waarvan de meeste trekvogels zijn, die tijdens hun reis op het eiland foerageren en rusten.
De Onechte karetschildpad is vaak op het eiland gezien, maar plant zich er niet voort. Tot ver in de twintigste eeuw werd ook de Mediterrane monniksrob regelmatig op Chrisí waargenomen, maar anno 2007 laat deze zeer ernstig bedreigde diersoort zich er nog maar zelden zien. Op de noordwestzijde van het eiland herinnert de Fokiospilo (Robbengrot) aan zijn eertijds frequente aanwezigheid.
Op het eiland zijn door bewoners van Ierápetra patrijzen, hazen en konijnen ingevoerd. De hazen zijn ondertussen uitgestorven en er worden systematische pogingen ondernomen de konijnen uit te roeien.

## Vervoer en verblijf
Gedurende het toeristenseizoen kan Chrisí per boot worden bereikt vanuit Ierápetra en Mirtos. Overdag zijn er twee taverna's geopend. Het is niet toegestaan om op het eiland te overnachten.